# Ca l'Ojover
Ca l'Ojover és una obra de la Granja d'Escarp (Segrià) inclosa a l'Inventari del Patrimoni Arquitectònic de Catalunya.

## Descripció
Habitatge cantoner de grans dimensions on l'element arquitectònic més interessant és el portal d'entrada dovellat i amb la porta ferrada. L'interior encara que conserva una ambientació primitiva, és molt pobre i es troba en molt mal estat. L'arrebossat de la façana està caigut.